# Castle of St. John
Il Castle of St. John è un edificio a foggia di torre a base rettangolare risalente agli inizi del XVI secolo e si trova al centro di Stranraer, nella contea di Dumfries e Galloway, nel sud-ovest della Scozia. Essa venne fatta costruire dagli Adairs of Kilhilt ed è stata, nel corso dei secoli, adibita ad abitazione, palazzo di giustizia, prigione e guarnigione militare nel corso dei "Killing Times" delle persecuzioni di Covenanter negli anni intorno al 1680. 
Oggi, l'edificio è sede di un museo.